# Зимуха (приток Нюрюга)
Зимуха — река в Пыщугском и Шарьинском районах Костромской области России. Устье реки находится в 29 км по правому берегу реки Нюрюг. Длина реки составляет 29 км, площадь водосборного бассейна — 169 км².
Исток реки находится в болотах в 22 км к юго-востоку от Пыщуга. Река течёт на юго-запад по лесному массиву, в среднем течении протекает деревню Туранское. Впадает в Нюрюг у деревни Головино.

## Данные водного реестра
По данным государственного водного реестра России относится к Верхневолжскому бассейновому округу, водохозяйственный участок реки — Ветлуга от истока до города Ветлуга, речной подбассейн реки — Волга от впадения Оки до Куйбышевского водохранилища (без бассейна Суры). Речной бассейн реки — (Верхняя) Волга до Куйбышевского водохранилища (без бассейна Оки).
Код объекта в государственном водном реестре — 08010400112110000041684.